# Энн, Ханс
Ханс Энн (нем. Hans Enn; род. 10 мая 1958, Зальбах-Хинтерглемм) — австрийский горнолыжник, специалист по слалому и гигантскому слалому. Выступал за сборную Австрии по горнолыжному спорту в 1976—1989 годах, бронзовый призёр зимних Олимпийских игр в Лейк-Плэсиде, победитель и призёр 22 этапов Кубка мира, четырёхкратный чемпион национального первенства.

## Биография
Ханс Энн родился 10 мая 1958 года в общине Зальбах-Хинтерглемм, Австрия. Проходил подготовку в местном одноимённом клубе SC Saalbach Hinterglemm.
В 1974 и 1975 годах одержал несколько побед на юниорском уровне, после чего в 1976 году вошёл в основной состав австрийской национальной сборной и дебютировал в Кубке мира.
Побывал на чемпионате мира по горнолыжному спорту 1978 года в Гармиш-Партенкирхене, где занял одиннадцатое место в слаломе и стал шестым в гигантском слаломе. В следующем сезоне впервые поднялся на пьедестал почёта Кубка мира, выиграв серебряную и бронзовую медали в гигантском слаломе на этапах в США.
В 1980 году одержал победу на этапе Кубка мира в Уотервилл-Вэлли и благодаря череде удачных выступлений удостоился права защищать честь страны на зимних Олимпийских играх в Лейк-Плэсиде — в слаломе показал четвёртый результат, немного не дотянув до призовых позиций, тогда как в гигантском слаломе завоевал бронзовую олимпийскую медаль, уступив только шведу Ингемару Стенмарку и представителю Лихтенштейна Андреасу Венцелю.
Представлял Австрию на домашнем мировом первенстве в Шладминге, разместился в итоговом протоколе гигантского слалома на шестой строке.
Находясь в числе лидеров главной горнолыжной команды Австрии, благополучно прошёл отбор на Олимпийские игры 1984 года в Сараево, однако на сей раз попасть в число призёров не смог и вообще не показал никакого результата — не финишировал ни в слаломе, ни в гигантском слаломе.
После сараевской Олимпиады Энн остался в основном составе австрийской национальной сборной и продолжил принимать участие в крупнейших международных соревнованиях. Так, в 1985 году он стартовал на чемпионате мира в Бормио, став в гигантском слаломе пятым.
В 1989 году последний раз показал сколько-нибудь значимые результаты на международной арене, получив серебряную и бронзовую медали на этапах Кубка мира, а также заняв тринадцатое место на мировом первенстве в Кран-Монтане. В это время он уже испытывал серьёзные проблемы с коленями, в течение двух лет перенёс пять операций, но всё же вынужден был завязать со спортом. За свою долгую спортивную карьеру Ханс Энн в общей сложности 22 раза поднимался на пьедестал почёта на различных этапах Кубка мира, в том числе шесть раз занимал первое место (наивысшего результата в общем зачёте добился в сезоне 1979/80, став вторым в гигантском слаломе), четырежды побеждал в зачёте национального первенства Австрии.
Оставив большой спорт, открыл отель в Зальбах-Хинтерглемме, занимался разработкой лыж для компании Blizzard Sport.
В 1996 году награждён золотым знаком почётного знака «За заслуги перед Австрийской Республикой».